# North Hampton, New Hampshire
North Hampton är en kommun (town) i Rockingham County i delstaten New Hampshire, USA med 4 301 invånare (2010). 